# 노스쇼어시티

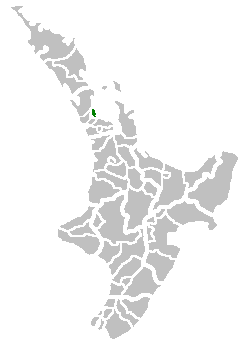
노스쇼어시티의 위치

노스쇼어시티(North Shore City)는 뉴질랜드의 오클랜드 지방에 있는 도시이다. 인구는 2008년 기준 223,000명으로 뉴질랜드에서 네 번째로 인구가 많다. 면적은 129.81km2이다. 노스쇼어시티는 오클랜드에 속한 4개의 도시중 하나이다. 또한 뉴질랜드에서 가장 인구밀도가 많은 도시로, 다른 도시들과 달리 대부분의 지역이 주거 지역이기 때문이다.

## 개요
1989년 타카푸나, 데본포트, 노스코트, 버켄헤드, 글렌필드, 이스트 코스트 베이즈 등이 융합하여 성립되었다. 노스쇼어시티는 온전한 160 킬로미터의 해안선이 있고, 500개 이상의 공원들과 수풀로 이루어진 산책길들이 자리잡고 있다.
몇몇의 환경적으로 책임적 발의권들이 시의회에 의하여 차지되었다. 이것들은 뉴질랜드 최초로 전도시 거리의 재활용 프로그램과 산업의 폐기물 담당 촉진이 포함되어 있었다. 또한 열린 공간, 숲과 유산적 건물과 대지, 공기와 수자원 보호 정책도 세워졌다. 시의회의 전략적인 해안선 획득은 도시의 상업적 중심지들을 진보적으로 향상시켰고, 도시의 하수설비 제도와 공공 교통 수단 등을 위한 프로그램을 승진시켰다. 그것은 지방 비지니스가 투자와 고용을 상승하는 데 후원하는 경제적 발전 일단을 입회시키는 길을 이끌기도 하였다. 도시의 맨 북쪽에 자리잡은 알바니는 나라에서 빠르게 번영하는 상업의 중심지이며, 여러 행사들이 열리는 노스쇼어 도메인(North Shore Domain)의 본부이다. 한국 교민들이 굉장히 많이 사는 지역들 중의 하나가 되었다.
오클랜드 시티와는 하버 브리지로 연결된다.

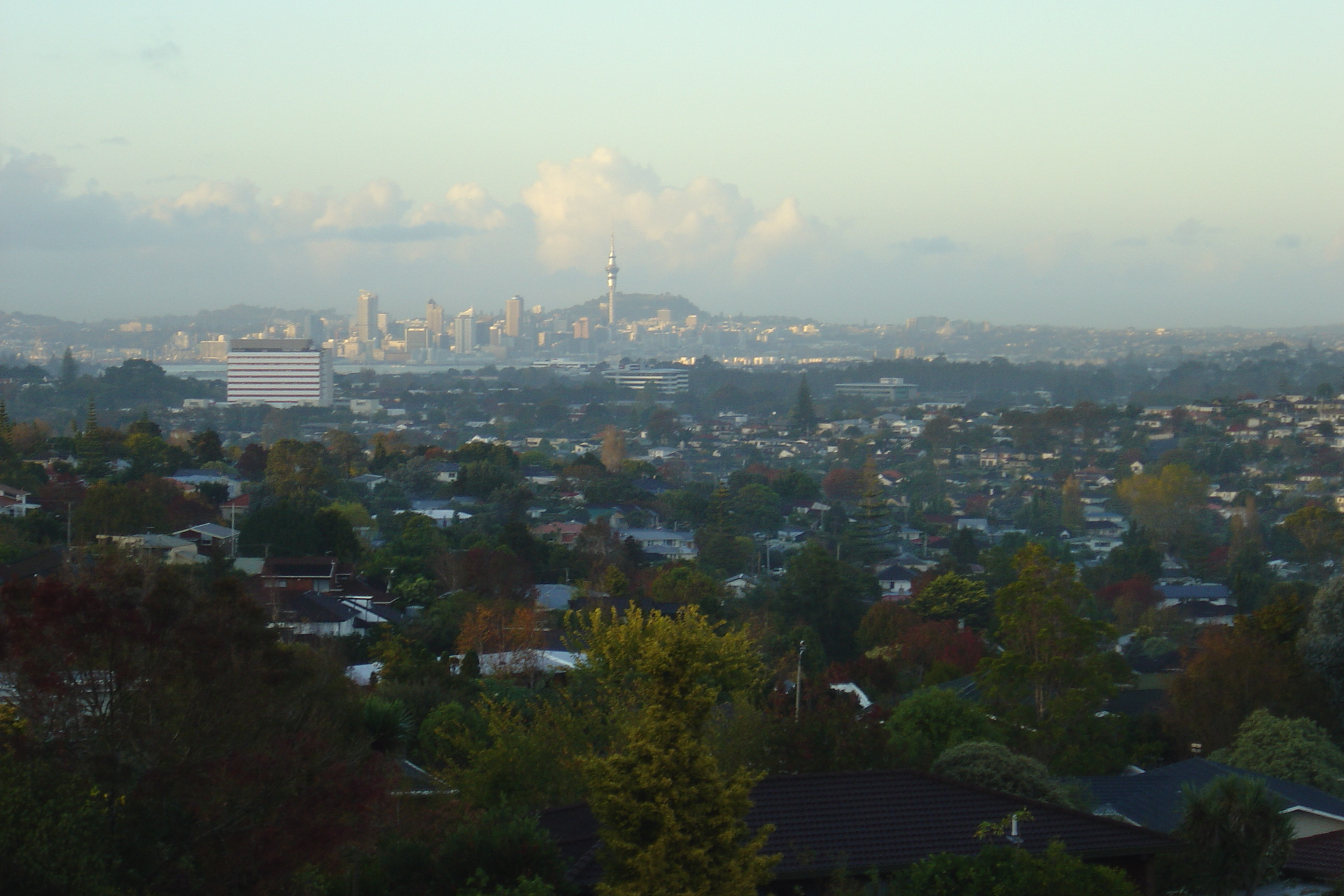
노스쇼어시티 전경

## 노스쇼어시티의 주요 구역
- 글렌필드 (Glenfield)
- 노스코트 (Northcote)
- 데본포트 (Devonport)
- 밀포드 (Milford)
- 버켄헤드 (Burkenhead)
- 알바니 (Albany)
- 이스트 코스트 베이즈 (East Coast Bays)
- 타카푸나 (Takapuna)
- 파인힐 (Pinehill)
- 포레스트 힐 (Forrest Hill)